# Marathon van Eindhoven 2005
De marathon van Eindhoven 2005 vond plaats op 9 oktober 2005 in Eindhoven.

## Uitslagen

### Mannen
| rang   | naam                   | land | tijd    |
| ------ | ---------------------- | ---- | ------- |
| Goud   | Boniface Usisivu       | KEN  | 2:08.45 |
| Zilver | Philip Singoei         | KEN  | 2:08.45 |
| Brons  | Luke Kibet             | KEN  | 2:08.52 |
| 4      | John Kelai             | KEN  | 2:09.09 |
| 5      | Noah Bor               | KEN  | 2:09.20 |
| 6      | Thomas Chemitei        | KEN  | 2:09.21 |
| 7      | Tereje Wodajo          | ETH  | 2:10.12 |
| 8      | Rono Joel Kipkemei     | KEN  | 2:10.12 |
| 9      | Sita Kasirai           | ZIM  | 2:12.42 |
| 10     | Henry Serem            | KEN  | 2:12.47 |
| 11     | Luc Krotwaar           | NED  | 2:13.22 |
| 12     | Steven Cheptot         | KEN  | 2:14.03 |
| 13     | William Rotich         | KEN  | 2:14.50 |
| 14     | Willy Cheruiyot        | KEN  | 2:15.24 |
| 15     | Salem Rachid Ben       | MAR  | 2:17.17 |
| 16     | John Kipchumba         | KEN  | 2:18.04 |
| 17     | Dejene Nigussie        | ETH  | 2:18.30 |
| 18     | Jeroen van Damme       | NED  | 2:19.24 |
| 19     | Benson Ogato           | KEN  | 2:20.44 |
| 20     | Guy Fays               | BEL  | 2:20.50 |
| 21     | Abderrahime Bouramdane | MAR  | 2:20.52 |
| 22     | Rik Ceulemans          | BEL  | 2:21.25 |
| 23     | Patrick Jamouille      | BEL  | 2:23.31 |
| 24     | Robert Zaradski        | BEL  | 2:23.33 |
| 25     | Laban Kipkemoi         | KEN  | 2:24.31 |

### Vrouwen
| rang   | naam                   | land | tijd    |
| ------ | ---------------------- | ---- | ------- |
| Goud   | Tatjana Perepelkina    | RUS  | 2:38.27 |
| Zilver | Sandra de Jonge        | NED  | 2:45.38 |
| Brons  | Agnes Hijman           | NED  | 2:51.13 |
| 4      | Mirjam Bijlsma-Veldman | NED  | 2:52.13 |
| 5      | Veerle Vandekerckove   | NED  | 2:54.59 |

1959 ·
1960 ·
1982 ·
1984 ·
1986 ·
1988 ·
1990 ·
1991 ·
1992 ·
1993 ·
1994 ·
1995 ·
1996 ·
1997 ·
1998 ·
1999 ·
2000 ·
2001 ·
2002 ·
2003 ·
2004 ·
2005 ·
2006 ·
2007 ·
2008 ·
2009 ·
2010 ·
2011 ·
2012 ·
2013 ·
2014 ·
2015 ·
2016 ·
2017 ·
2018 ·
2019 ·
2020 ·
2021 ·
2022 ·
2023 ·
2024 ·
2025